# Сигма хидриди
Сигма хидриди (σ-Хидриди) су слаб метеорски рој, откривен 1961. године фотографским посматрањима. Активни су у исто време када и много снажнији Геминиди, али се максиммум σ-Хидрида јавља пре максимума Геминида. Радијант σ-Хидрида се налази на само 2° од небеског екватора, што га чини доступним свим посматрачима, али само посматрања после поноћи (када је радијант довољно високо на небу) могу дати значајне резултате.